# MAP3K10
MAP3K10 («митоген-активируемая белковая киназа киназы киназы 10»; англ. mitogen-activated protein kinase kinase kinase 10, MLK2 ) — цитозольная серин/треониновая протеинкиназа семейства MAP3K, продукт гена MAP3K10.

## Структура
MAP3K10 состоит из 954 аминокислот, молекулярная масса 103,7 кДа. Описана единственная изоформа.

## Функция
Белок, кодируемый геном MAP3K10, также часто обозначается MLK2. Член семейства MAP3K серин/треониновая протеинкиназ. MAP3K10 активирует киназы MAPK8/JNK1 и MKK4/SEK1. В свою очередь эта киназа сама может быть активирована JNK-киназами. MAP3K10 предпочтительно функционирует в сигнальных путях JNK, играет роль в апоптозе нейрональных клеток, индуцированным фактором роста нервов.

## Взаимодействия
MAP3K10 взаимодействует со следующими белками:
- CDC42[8],
- гентингтин[9],
- KIF3A[8],
- MAPK8IP1,[10]
- MAPK8IP2[10] и
- NEUROD1[11].